# بلال علي
بلال علي هو سياسي أمريكي، ولد في 6 أكتوبر 1951. نشط حزبياً في الحزب الديمقراطي. وقد انتخب عضو مجلس النواب لولاية ماريلند ‏.